# Comunità europea del carbone e dell'acciaio
La Comunità europea del carbone e dell'acciaio (CECA) fu creata col Trattato di Parigi del 18 aprile 1951 su iniziativa dei politici francesi Jean Monnet e Robert Schuman (il cosiddetto Piano Schuman o dichiarazione Schuman del 9 maggio 1950), del cancelliere tedesco Konrad Adenauer e del Presidente del Consiglio italiano Alcide De Gasperi con lo scopo di mettere in comune le produzioni di queste due materie prime in un'Europa di sei paesi: Belgio, Francia, Germania Occidentale, Italia, Lussemburgo e Paesi Bassi. Era concepita come passo iniziale di un processo federale europeo.
La CECA fu l'istituzione che percorse la strada del Trattato di Roma, con il quale venne costituita la Comunità economica europea, divenuta Unione europea nel 1992.

## Storia

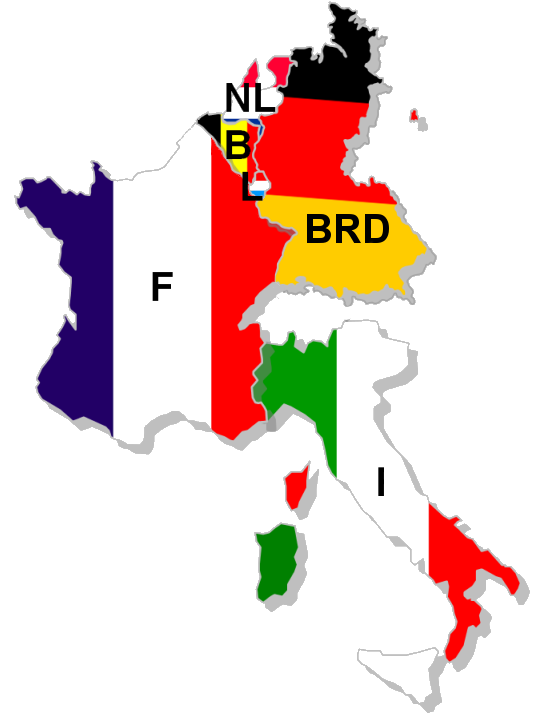
I Paesi membri della Comunità europea del carbone e dell'acciaio.

La proposta della sua creazione, ideata da Jean Monnet e annunciata da Schuman, allora Ministro degli Esteri francese, fu rapidamente accettata da tutti i paesi che ratificarono il trattato in meno di un anno. Entrò in vigore il 23 luglio 1952.
La scelta del settore carbo-siderurgico era giustificata da molti fattori: innanzitutto la posizione dei principali giacimenti delle risorse, situati in una zona di confine piuttosto ampia tra Francia e Germania (bacino della Ruhr, Alsazia e Lorena), zona tra l'altro oggetto di numerosi e sanguinosi conflitti in passato e di lunga contesa. Inoltre l'oggetto dell'accordo era una risorsa fondamentale per la produzione di armamenti e materiale bellico, che impediva un riarmo segreto quindi a entrambe le nazioni coinvolte.
Oltre a Francia e Germania, erano interessati pure gli Stati del Benelux, anch'essi produttori di carbone ed acciaio, oltre che stati confinanti delle due nazioni principali e interessati dalla risoluzione di conflitti franco-tedeschi.
L'interesse dell'Italia, invece, era meno ovvio. La nazione non primeggiava nella produzione di quelle materie ed è assai distante dalla zona interessata dall'Accordo, confinando soltanto con uno degli Stati membri (la Francia), ma in una regione completamente differente. Gli uomini politici del tempo, tuttavia, e fra essi Alcide De Gasperi, ritenevano la futura CECA un ottimo sbocco per rinvigorire la disastrata economia italiana e reinserire il Paese nelle situazioni politiche ed economiche internazionali, distaccandosi totalmente da altri stati, fra tutti il Regno Unito, che rifiutavano in toto il progetto non ritenendolo conforme agli interessi e alle aspettative nazionali.
Il trattato instaurò un mercato comune del carbone e dell'acciaio, abolendo le barriere doganali e le restrizioni quantitative che frenavano la libera circolazione di queste merci; soppresse nello stesso modo furono tutte le misure discriminatorie, aiuti o sovvenzioni che erano accordati dai vari stati alla propria produzione nazionale. Il principio di libera concorrenza permetteva il mantenimento dei prezzi più bassi possibili, pur garantendo agli stati il controllo sugli approvvigionamenti. Il mercato venne aperto il 18 febbraio 1953 per il carbone ed il 1º maggio dello stesso anno per l'acciaio. Tali scopi venivano perseguiti mediante il rinvio della politica specifica di ciascuno stato alla comunità nascente, con una parziale abdicazione della propria sovranità in questo limitato settore. Da tale specificità nasce la struttura della comunità come organismo sovranazionale, ovvero posto al di sopra dei singoli stati. Ciò diversificò la struttura della nuova comunità e di quelle che nasceranno di lì a poco nel 1957 (EURATOM e CEE): non precisamente comunità internazionali, ma comunità dotate di poteri propri e propria assemblea munita di poteri consultivi e di controllo politico, pur se nel settore particolare di ciascuna.
Dietro l'aspetto puramente economico si nascondeva quindi la volontà di riunire i vecchi nemici ancora sconvolti dagli orrori della seconda guerra mondiale, controllando la produzione del carbone e dell'acciaio che erano le materie prime dell'industria bellica.
In tale occasione inoltre, tra gli stati membri, vennero firmati anche una serie di protocolli collaterali sui privilegi e le immunità della Comunità che si stava creando, sullo statuto della Corte di Giustizia e del Consiglio d'Europa, che gettarono le basi di quella che sarebbe divenuta l'attuale Unione europea.

## Istituzioni
La CECA era formata da quattro istituzioni:
- Alta autorità
- Consiglio speciale dei ministri
- Assemblea comune
- Corte di giustizia

Dal 1º luglio 1967 - con l'entrata in vigore del Trattato di fusione - le istituzioni della CECA vennero riunite con quelle della Comunità Economica Europea e della Comunità Europea dell'Energia Atomica e vennero così istituiti la Commissione delle Comunità europee, il Consiglio delle Comunità europee, il Parlamento europeo e la Corte di giustizia delle Comunità europee.
L'Alta autorità era l'organo centrale composto da 9 membri, di cui un presidente e 8 membri ordinari. I membri ordinari erano nominati dall'insieme dei governi dei sei Stati e scelti per la loro competenza professionale, avevano facoltà e dovere di agire in piena indipendenza; ogni Stato poteva avere al massimo due membri; un terzo dei membri veniva rinnovato ogni due anni. Il presidente veniva scelto dai membri ordinari dell'Alta autorità; il primo presidente fu Jean Monnet. L'organo aveva vari poteri deliberativi, potendo emanare non solo pareri, ma anche decisioni e raccomandazioni, che avevano effetti vincolanti, in toto le prime, di scopo le seconde.

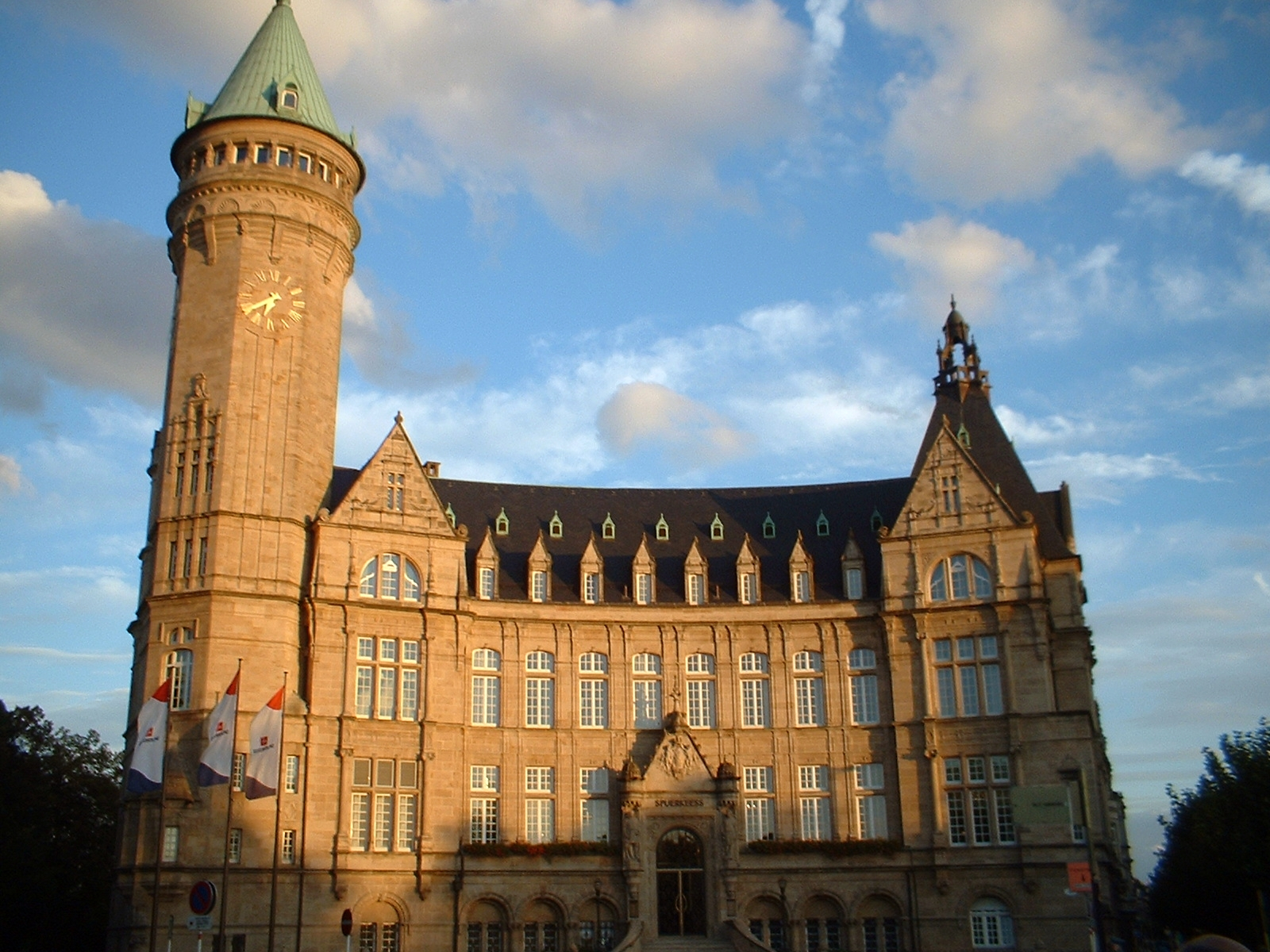
Sede dell'Alta autorità della CECA a Città del Lussemburgo

Il Consiglio speciale dei ministri era composto da un rappresentante del Governo di ogni Stato e aveva una funzione consultiva rispetto all'Alta autorità. Nel caso in cui l'Alta autorità doveva deliberare su parere conforme del Consiglio, il parere di quest'ultimo era però vincolante.
L'Assemblea comune era priva di funzioni legislative e riuniva delegati dei Parlamenti degli Stati membri (per quanto il Trattato istitutivo prevedesse che i componenti potessero essere individuati anche attraverso il suffragio universale diretto). Il numero complessivo dei rappresentanti era di 78. Per quanto avesse funzioni limitate, svolse un ruolo importante per la formazione dell'identità europea, esprimendo un'idea d'Europa attenta al valore della solidarietà e ai diritti sociali.
La Corte di giustizia esercitava controlli di legittimità sugli atti emanati dall'Autorità o sui comportamenti delle varie istituzioni.
Oltre alle quattro istituzioni menzionate, vi era un Comitato consultivo, che rappresentava la società civile. Fu la prima sede internazionale di rappresentanza della società civile. Il Comitato non venne toccato dalla fusione delle istituzioni delle Comunità europee del 1967 e rimase un organo autonomo fino alla scadenza del Trattato di Parigi nel 2002.
La sede delle istituzioni della CECA fu piuttosto dibattuta tra gli stati membri: come compromesso le istituzioni furono collocate a Lussemburgo, tranne l'Assemblea che venne collocata a Strasburgo.

### Lista dei Presidenti della CECA
- Sinistra/Socialisti
- Destra/Conservatori
- Liberali

| N. | Presidente                | Partito europeo       | Mandato                             | Nazionalità | Collegio            |
| -- | ------------------------- | --------------------- | ----------------------------------- | ----------- | ------------------- |
| 1  | Jean Monnet               |                       | 10 agosto 1952 - 3 giugno 1955      | Francia     | Autorità Monnet     |
| 2  | René Mayer                |                       | 3 giugno 1955 - 13 gennaio 1958     | Francia     | Autorità Mayer      |
| 3  | Paul Finet                |                       | 13 gennaio 1958 - 15 settembre 1959 | Belgio      | Autorità Finet      |
| 4  | Piero Malvestiti          | Democratici cristiani | 15 settembre 1959 - 22 ottobre 1963 | Italia      | Autorità Malvestiti |
| 5  | Dino Del Bo               | Democratici cristiani | 22 ottobre 1963 - 8 marzo 1967      | Italia      | Autorità Del Bo     |
| 6  | Albert Coppé (ad interim) | Democratici cristiani | 8 marzo 1967 - 6 luglio 1967        | Belgio      | Autorità Del Bo     |

A seguito del Trattato sulla fusione degli esecutivi entrato in vigore il 1º luglio 1967 le Istituzioni di CEE, CECA ed EURATOM sono state incorporate nelle Istituzioni della Comunità Economica Europea; l'Alta autorità della CECA venne fusa con la Commissione della CEE e posta sotto la guida del presidente della Commissione delle Comunità europee.

## Riferimenti normativi
- Protocollo (n. 37) del Trattato dell'Unione europea relativo alle conseguenze finanziarie della scadenza del Trattato CECA e al Fondo di ricerca carbone e acciaio.